# شب‌دوست سومالی
شب‌دوست سومالی (نام علمی: Galago gallarum) نام یک گونه از سرده شب‌دوست کوچک است.